# Văieni
Văieni – wieś w Rumunii, w okręgu Gorj, w gminie Padeș. W 2011 roku liczyła 404 mieszkańców.